# Bichunmoo
Bichunmoo – Das Geheimnis des Meisters, oft auch nur: Bichunmoo, ist ein südkoreanischer Film des Wuxia-Genres, der 2000 unter der Regie von Kim Young-jun und nach einem Drehbuch jenes Regisseurs und Jeong Yong-ki gedreht wurde. Der Film beruht auf dem gleichnamigen Comic von Kim Hye-rin.

## Handlung
Der Film spielt im 14. Jahrhundert, zur Zeit der Yuan-Dynastie. Goryeo, das damalige Reich auf der koreanischen Halbinsel, und China stehen unter mongolischer Herrschaft, die zum Zeitpunkt der Filmhandlung bereits dem Ende entgegengeht. Der Schwertkämpfer Jinha, ein Waise, der von einem Mitglied der Leibwache seiner Eltern nach deren Tod aufgezogen und ausgebildet wurde, lernt bereits als Kind Sullie kennen, die uneheliche Tochter eines mongolischen Kommandanten. Mit der Zeit verliebt er sich in sie, doch ihr Vater hat andere Pläne: Sullie soll mit einem chinesischen Kriegsherrn verheiratet werden, um durch diese Ehe ein Bündnis zwischen den Völkern zu schließen. Jinha erfährt, dass dieser Kriegsherr derjenige war, der das Massaker an seiner gesamten Familie angeordnet hat. Er eignet sich über ein Buch aus seinem Familienbesitz eine geheime Bichun-Kampfkunst an, um Rache üben zu können. Unterdessen arrangiert Sullies Vater eine Ehe Sullies mit einem mongolischen Adligen. Sullie glaubt, dass Jinha tot sei, und lässt sich auf die Ehe ein. Jinha hingegen schlüpft in die Rolle des Banditen Jahalang und beginnt mit Hilfe einer eigenen Kriegerarmee einen Kreuzzug gegen die Mongolen. 

## Hintergrund
Bichunmoo war der erste mit hohem Budget produzierte Schwertkampf-Historienfilm Südkoreas. Er wurde vollständig in China gedreht und war zum Zeitpunkt seiner Veröffentlichung mit Produktionskosten in Höhe von vier Millionen US-Dollar der teuerste Film in der südkoreanischen Geschichte. Trotz seines finanziellen Erfolgs wurde der Film bei seiner Erstveröffentlichung in Korea heftig kritisiert, vor allem aufgrund einiger Abweichungen zum Comic, auf dem er basiert. Ein weiterer Kritikpunkt war die Besetzung der weiblichen Hauptfigur mit Kim Hee-sun, die als zu modern für einen historischen Schwertkampffilm empfunden wurde.

## Kritiken
Der Film wurde als südkoreanische Antwort auf Tiger and Dragon beworben, erreicht dessen Qualität jedoch „erwartungsgemäß nicht“, wie Harald Ladstätter schreibt. Seiner Ansicht nach ist Bichunmoo „kein schlechter Film, aber (…) auch kein ultimatives Genre-Highlight. Das asiatische Massenpublikum war da anderer Meinung: Die aufwändig budgetierte Mischung aus epischem Drama und furioser Schwertkampf-Action wurde in Korea zum Kassenhit; und auch hierzulande hat sich der Film eine breite Fangemeinde erspielt.“ Er führt weiter aus: „Die wirkliche Attraktivität des Films liegt in den furios inszenierten Schwertkampfszenen, die unverkennbar die Handschrift von Hongkongs Star-Choreographer Ching Siu-Tung (…) tragen“ und vergibt eine Wertung von 6/10 Punkten. Ähnlich (3/5 Punkte) wertet die Redaktion der Fachzeitschrift Cinema; sie schreibt jedoch: „Schon vor dem Kinostart in Korea wurde der Film so gekürzt, dass der Plot kaum verständlich blieb. Dazu gibt’s Blut, stümperhafte Action, maue Tricks und unfreiwillige Komik“ und hält als Fazit fest: „Schlechter als sein Ruf: ein löchriges Asia-Epos“. 
In einer Filmkritik auf cineglobe.de wird die schauspielerische Leistung gelobt: „Besonders die zwei männlichen Hauptpersonen Shin Hyun-jun, der Jinha spielt und Jung Jin-young, der den Ehemann von Jinhas großer Liebe Sullie spielt, verstehen es, nicht nur wortlos ein breites Spektrum an Gefühlen auszudrücken, sondern agieren auch sehr gut miteinander.“ Außerdem wird empfohlen, „den Film zweimal zu sehen, weil einem dann auch die auf den ersten Blick vielleicht etwas verwirrende Story (immerhin gibt es hier vier Gruppen: Mongolen, pro-mongolische Chinesen, anti-mongolische Chinesen und dann noch Jinha mit ein, zwei anderen Exil-Koreanern, die sich nicht nur gegenseitig ausschalten wollen, sondern zum Teil auch noch hinter Jinhas Schwertkampf-Buch her sind) viel klarer wird.“
Alan Morrison vom Empire-Magazin nennt Bichunmoo eine „erstklassige Kampfsport-Action“.  
Das Meta-Bewertungsportal Rotten Tomatoes verzeichnet eine Wertung von 69 %.

## Auszeichnungen
Daejong-Filmpreis
- 2001: Best Costume Design: Kim Min-Hee (gewonnen)
- 2001: Best Actress: Kim Hee-seon (nominiert)
- 2001: Best Editing: Lee Eun-mi (nominiert)
- 2001: Best Visual Effects (nominiert)